# (22452) 1996 VD8
(22452) 1996 VD8 là một tiểu hành tinh vành đai chính. Nó được phát hiện bởi Seiji Ueda và Hiroshi Kaneda ở Kushiro, Hokkaidō, Nhật Bản, ngày 3 tháng 11 năm 1996.